# Wołodymyr Sendel
Wołodymyr Andrijowycz Sendel, ukr. Володимир Андрійович Сендель, ros. Владимир Андреевич Сендель, Władimir Andriejewicz Siendiel (ur. 24 września 1947 w Chmielnickim, Ukraińska SRR) – ukraiński piłkarz, grający na pozycji napastnika, trener piłkarski.

## Kariera piłkarska
Wychowanek Spartaka Chmielnicki. Pierwszy trener B.Hryhorian. W 1966 rozpoczął karierę piłkarską w klubie Dynamo Chmielnicki. W 1969 bronił barw zespołów Chimik Siewierodonieck i Enerhija Chmielnicki. W 1970 został zaproszony do Dwiny Witebsk. W 1974 powrócił do Chmielnickiego, gdzie został piłkarzem Traktora Chmielnicki. W 1976 przeniósł się do Chwyli Chmielnicki, w którym zakończył karierę piłkarza w roku 1977.

## Kariera trenerska
Po zakończeniu kariery piłkarza rozpoczął pracę szkoleniowca. Pracował w Szkole Sportowej w Chmielnickim. Od września do końca 1996 prowadził Podilla Chmielnicki.